# Grundmandatsklausel
Eine Grundmandatsklausel kann bei der mit der Personenwahl verbundenen Verhältniswahl bestimmen, dass eine Partei bei der Verteilung der Sitze nach ihrem Stimmenanteil berücksichtigt wird, wenn sie eine festgelegte Mindestanzahl von Direktmandaten gewinnt. Die benötigten Direktmandate sind die Grundmandate.

## Deutschland
In Deutschland gibt es Grundmandatsklauseln bei Landtagswahlen in vier Bundesländern. Grundmandatsklauseln sind in Deutschland immer mit einer Sperrklausel verbunden. Parteien werden bei der Verteilung der Sitze nach ihrem Stimmanteil also berücksichtigt, wenn sie die Sperrklausel oder die Grundmandatsklausel erfüllen. Demnach ist die Erringung einer bestimmten Anzahl von Grundmandaten eine alternative Möglichkeit, die Sperrklausel zu überwinden.

### Bundestag
Für Bundestagswahlen ist die Fünf-Prozent-Sperrklausel im Bundeswahlgesetz (BWahlG) in § 4 Abs. 2 Satz 2 Nr. 2 BWahlG festgelegt.
Ergänzend gilt die Grundmandatsklausel für Parteien, die die Sperrklausel verfehlen: Eine Partei, die in drei Wahlkreisen die relative Mehrheit der Erststimmen erhält, wird bei der Verteilung der Sitze entsprechend dem Verhältnis der Zweitstimmen berücksichtigt.
Am 17. März 2023 beschloss der Deutsche Bundestag im Rahmen einer Wahlreform die Abschaffung der Grundmandatsklausel. Der Bundesrat hat am 12. Mai 2023 im Hinblick auf diese Reform auf die Anrufung des Vermittlungsausschusses verzichtet und damit diese gebilligt.
Das Bundesverfassungsgericht erklärte mit seiner Entscheidung vom 30. Juli 2024 die Ausgestaltung der Fünf-Prozent-Sperrklausel ohne Ausnahmen (nach der Abschaffung der Grundmandatsklausel im 2023 novellierten Bundeswahlgesetz) für verfassungswidrig und stellte die Unvereinbarkeit dieser Sperrklausel mit dem Grundgesetz fest. In der gleichen Entscheidung ordnete es die Fortgeltung der Sperrklausel an und erließ eine Regelung entsprechend der früheren Grundmandatsklausel bis zur Neuregelung der Sperrklausel durch den Gesetzgeber.
Die Grundmandatsklausel kam bei der Bundestagswahl 1953 (zugunsten von DP und Zentrum, wobei ein Direktmandat genügte), der Bundestagswahl 1957 (DP), der Bundestagswahl 1994 (PDS) und der Bundestagswahl 2021 (Die Linke) zum Tragen. Dagegen errang die PDS bei der Bundestagswahl 2002 nur zwei Direktmandate, so dass nur die Erringer dieser beiden in den Bundestag einzogen. Bei der Bundestagswahl 2021 zog Die Linke durch die Grundmandatsklausel in Fraktionsstärke ins Parlament ein, nachdem sie mit 4,9 % der Zweitstimmen unter der Fünf-Prozent-Hürde geblieben war, jedoch drei Direktmandate gewann. Damit entfielen 39 Mandate auf die Linke, womit diese 5,3 % aller Abgeordneten stellt, genug zur Bildung einer Fraktion.
Auch die DP bildete nach den Wahlen 1953 und 1957 Fraktionen, da sie jeweils die damals nötige Grenze von 15 Abgeordneten erreicht hatte.
| Wahl | Partei                                | Direkt- mandate | Zweitstimmen- anteil | Zugeteilte Mandate | Größe des Bundestags |
| ---- | ------------------------------------- | --------------- | -------------------- | ------------------ | -------------------- |
| 1953 | Deutsche Partei                       | 10              | 3,3 %                | 15                 | 509                  |
| 1953 | Deutsche Zentrumspartei               | 1               | 0,8 %                | 3                  | 509                  |
| 1957 | Deutsche Partei                       | 6               | 3,4 %                | 17                 | 519                  |
| 1994 | Partei des Demokratischen Sozialismus | 4               | 4,4 %                | 30                 | 672                  |
| 2021 | Die Linke                             | 3               | 4,9 %                | 39                 | 735                  |

### Verfassungsmäßigkeit
Die Verfassungsmäßigkeit der Grundmandatsklausel ist umstritten. Ein Teil der rechtswissenschaftlichen Literatur hält die Grundmandatsklausel für verfassungswidrig, da sie gegen die Gleichheit der Wahl verstoße. So verwehrt sie Parteien, die nicht mindestens drei Direktmandate erzielt haben oder nicht mindestens 5 % der Stimmen errungen haben, den Einzug ins Parlament. Hingegen ist eine Partei, die mindestens drei Direktmandate erzielt hat, aber weitaus weniger Stimmen erhalten hat, erfolgreich.
Zudem ist ein Missbrauch der Klausel möglich, wenn eine größere Partei einer kleinen einige sichere Wahlkreise überlässt, um ihr den Weg in den Bundestag zu ebnen.
Das Bundesverfassungsgericht hält die Regelung für verfassungsgemäß. Der zwingende Grund der Differenzierung nach den gewonnenen Direktmandaten liegt nach dem Bundesverfassungsgericht und einer Ansicht in der rechtswissenschaftlichen Literatur in „dem Anliegen einer effektiven Integration des Staatsvolkes“.
CSU und Die Linke gingen gegen die Abschaffung der Grundmandatsklausel vor. Dies und andere Einwände gegen das Bundeswahlgesetz in der Form der Reform von 2023 waren Gegenstand von Verfahren vor dem Bundesverfassungsgericht. Im entsprechenden gemeinsamen Urteil hierzu wiederholte der Zweite Senat des Bundesverfassungsgerichts die Ansicht, dass die Grundmandatsklausel verfassungsgemäß sei.

### Landtagswahlen
Bei Landtagswahlen gelten Grundmandatsklauseln in Berlin, Brandenburg, Sachsen und Schleswig-Holstein. In Sachsen ist der Gewinn von zwei Wahlkreisen erforderlich, in den anderen Ländern genügt ein einziges Grundmandat.
Bei den Landtagswahlen in Brandenburg 2014 errang Christoph Schulze mit 27 % der Stimmen das von ihm bereits zuvor gehaltene Direktmandat im Wahlkreis Teltow-Fläming III, diesmal allerdings nicht mehr für die SPD wie bei der Wahl 2009, sondern für die politische Vereinigung Brandenburger Vereinigte Bürgerbewegungen/Freie Wähler, deren Spitzenkandidat er bei dieser Wahl auch war. Durch die Grundmandatsklausel zog die BVB / Freie Wähler daher entsprechend ihres Stimmenanteils von 2,7 % der Zweitstimmen mit drei Abgeordneten in den Landtag ein.
Die Hürde von zwei Grundmandaten hat die Linke bei der Landtagswahl in Sachsen 2024 erreicht und zog deshalb trotz Listenstimmenergebnis von 4,5 % mit 6 Abgeordneten in den Landtag ein.
| Bundesland  | Wahl | betroffene Partei | Grundmandate | Grundmandate | Zweitstimmenanteil | Abgeordnete |
| Bundesland  | Wahl | betroffene Partei | nötig        | erreicht     | Zweitstimmenanteil | Abgeordnete |
| ----------- | ---- | ----------------- | ------------ | ------------ | ------------------ | ----------- |
| Brandenburg | 2014 | BVB / FW          | 1            | 1            | 2,7 %              | 3           |
| Sachsen     | 2024 | Die Linke         | 2            | 2            | 4,5 %              | 6           |

## Österreich
Die Nationalratswahlordnung (NRWO) sieht für die Mandatsvergabe ein dreistufiges Ermittlungsverfahren vor, dessen erste Ebene die 39 Regionalwahlkreise sind. Um an den zwei folgenden Ermittlungsverfahren (Länder- und Bundesebene) teilnehmen zu können, muss eine Wahlpartei bundesweit 4 % der gültigen Stimmen auf sich vereinen oder im ersten Verfahren zumindest ein Grundmandat erreichen. Seit der Einführung dieser Regelung mit der NRWO 1992 hat noch keine Partei, die nicht die Vier-Prozent-Hürde überwinden konnte, den Einzug in den Nationalrat über ein Grundmandat geschafft. Umgekehrt haben schon Parteien den Einzug durch Überwindung der Hürde geschafft, ohne ein Grundmandat zu erlangen.
Vor der Novelle der NRWO 1992 war die Grundmandatshürde selbst die maßgebliche Sperrklausel. Bei den Wahlen 1971 bis 1990 war die unterste Ebene die der Landeswahlkreise (darüber lagen die Wahlkreisverbände), weshalb Grundmandate deutlich einfacher zu erlangen waren. In der ersten Republik und von 1945 bis 1970 bestand die unterste Ebene aus Wahlkreisen, die größer als die heutigen Regionalwahlkreise waren, auch dadurch waren Grundmandate leichter zu erlangen als heute.
Auch bei Landtagswahlen war das Erlangen eines Grundmandats zunächst die einzige maßgebliche Voraussetzung für den Einzug in den Landtag. Erst in der zweiten Republik wurden schrittweise prozentuale Sperrklauseln (4 % oder 5 %, je nach Bundesland) eingeführt, deren Überschreitung den Einzug auch ohne Grundmandat ermöglicht. Nur in der Steiermark ist das Grundmandat weiterhin eine notwendige Bedingung für den Einzug in den Landtag.

## Anwendung im nicht-deutschsprachigen Raum
Ähnliche Regelungen zur Grundmandatsklausel gibt es in Neuseeland mit einem Minimum von einem Direktmandat und in Südkorea mit einem Minimum von fünf Direktmandaten.